# Kikai
Kikai (喜界町 Kikai-chō?) es un pueblo en la prefectura de Kagoshima, Japón, localizado en las islas Amami,  al sur de la isla de Kyūshū. Tenía una población estimada de 6602 habitantes el 1 de marzo de 2021 y una densidad de población de 116 personas por km².

## Geografía
Kikai ocupa toda la isla de Kikaijima, una isla del grupo de las islas Amami en el archipiélago de las Ryūkyū, unos 25 km al este de Amami Ōshima, 380 km al sur de la tierra firme de Kagoshima y 330 km al norte de Okinawa. El pueblo está sujeto a frecuentes tifones.

## Historia
Kikai fue establecida como villa el 1 de abril de 1908 y elevada a categoría de pueblo en 1941. Al igual que con todas las islas Amami, la aldea quedó bajo la administración de los Estados Unidos desde el 1 de julio de 1946 hasta el 25 de diciembre de 1953.

## Demografía
Según los datos del censo japonés, la población de Kikai ha disminuido constantemente en los últimos 70 años.
| Gráfica de evolución demográfica de Kikai entre 1940 y 2015 |
|                                                             |
| Oficina de Estadística de Japón                             |